# مؤسسة العدالة البيئية
مؤسسة العدالة البيئية (EJF) هي منظمة غير حكومية (NGO) تأسست في عام 2000 من قبل ستيف ترينت وجولييت ويليامز، وتعمل على تحقيق عالم يمكن أن تحافظ فيه المَواطن الطبيعية والبيئات على المجتمعات التي تعتمد على البيئة لتأمين احتياجاتها الأساسية وسبل عيشها. تعزز مؤسسة العدالة البيئية العالمية، وتعرفها على أنها «الوصول المتساوي إلى بيئة آمنة وصحية للجميع، في عالم يمكن أن تزدهر فيه الحياة البرية جنبًا إلى جنب مع الحياة البشرية».
تكشف مؤسسة العدالة البيئية الجرائم البيئية والدمار والتهديدات المرتبطة بحقوق الإنسان، من خلال رواية قصص أولئك الموجودين في الخطوط الأمامية، وتنقل المعارك المحلية إلى أعماق الحكومات والشركات في جميع أنحاء العالم لتحقيق تغيير عالمي دائم.
تجري المؤسسة تحقيقات مؤثرة على الأرض وفي البحر، وتقدم أدلة دامغة ومجموعات بيانية مفصلة، وشهادة شهود عيان، وتعمل على ترويج استراتيجي يصل لأعلى المستويات في الحكومة لتأمين تغيير دائم وشامل.
يتضمن جزء كبير من عمل المؤسسة تدريب وتجهيز المجتمعات المتضررة من الظلم البيئي للتحقيق في الانتهاكات وتسجيلها وفضحها والقيام بحملات فعالة لإيجاد حل عادل للقضايا البيئية ومن ثم تطبيقه.
تركز مؤسسة العدالة الاجتماعية على قوة التصوير، لتسجيل أدلة دامغة على الظلم البيئي ولخلق رسائل قوية من شأنها تغيير العالم.
يغطي عمل مؤسسة العدالة البيئية خمسة مجالات رئيسية في حملاتها: المحيط، والمناخ، والغابات، والحياة البرية والتنوع البيولوجي، والقطن.

## تاريخ
تأسست مؤسسة العدالة البيئية في لندن بالمملكة المتحدة في عام 2000، وأصبحت مؤسسة خيرية مسجلة في شهر أغسطس من عام 2001 على يد ستيف ترينت وجولييت ويليامز. كان إنشاء مؤسسة العدالة البيئية بمثابة استجابة للمعاناة الإنسانية وللتدهور البيئي الذي شهده مؤسساها خلال عملهما كناشطين بيئيين.
خلصت تجربة النشاط البيئي بكلا المؤسسَين إلى استنتاج مفاده أن حقوق الإنسان الأساسية لسكان أفقر بلدان العالم تعتمد في كثير من الأحيان على إمكانية وصول هؤلاء الناس إلى بيئة صحية من أجل تأمين الغذاء والمأوى وسبل كسب العيش.
أطلقت مؤسسة العدالة البيئية حملتها الأولى في عام 2001، تحت عنوان: الدفاع عن حقوق مجتمع كمبوديا بصيد الأسماك. نتيجة لبرامج التدريب والتوثيق، أُسست شبكة وطنية تحت مسمى فريق العمل في مجال الصيد البحري. تكون فريق العمل في مجال الصيد البحري من خلال ائتلاف مجموعة من 12 منظمة غير حكومية محلية ودولية، تم توطينها في منتدى المنظمات غير الحكومية. أنتجت الشبكة تقريرًا توعويًا بعنوان وليمة أو جوع قُدم إلى صانعي السياسة في اجتماع استضافه السفير البريطاني في كمبوديا، وقد ثبت أن التقرير كان عاملًا محفزًا للقضية في البلاد وساهم في تأمين الدعم الدولي. وسّعت مؤسسة العدالة البيئية من نطاق عملها باستمرار لتشمل المبيدات الحشرية والحياة البرية والتنوع البيولوجي وصيد الجمبري بشباك الجر وتربيته والصيد غير القانوني وغير المبلغ عنه والصيد غير المنظم وإنتاج القطن وتغير المناخ (مع التركيز بشكل خاص على لاجئي المناخ) والغابات.

## مجالات العمل ومنهج مؤسسة العدالة البيئية
تسعى مؤسسة العدالة البيئية إلى تحقيق أهدافها من خلال التحقيقات والقيام بحملات تهدف لحماية الناس والحياة البرية والأماكن البرية في جميع أنحاء العالم إضافة إلى تقديم أحدث التقنيات والابتكارات للحفاظ على المحيطات العالمية والغابات والمناخ، فهي تجمع بين النشاط الشعبي وصناعة الأفلام والدعاية الفعالة لتحقيق التغيير.
ترسل مؤسسة العدالة البيئية مراسليها للتحقيق والتوثيق وجمع التقارير المتعلقة بانتهاكات البيئة وحقوق الإنسان. تعمل المؤسسة أيضًا على الأرض من خلال المساعدة في تدريب المجموعات المحلية على تقنيات التحقيق الفعالة للتبليغ عن أي انتهاكات في منطقتهم والمشاركة في التواصل السياسي على مستوى عال في هذه القضايا على الصعيدين المحلي والعالمي.
غالبًا ما تعمل مؤسسة العدالة البيئية مع المنظمات غير الحكومية الأخرى والحكومات الوطنية والهيئات الدولية والشركات والمشاريع التجارية. كما تعمل مع سفراء من المشاهير للإعلان عن حملاتها، بما في ذلك رعاتها -المناصر للبيئة والناشط طوني جونيبير والفنانة الحاصلة على رتبة الإمبراطورية البريطانية ريتشيل ويتريد، والممثلة إميليا فوكس، والمستكشف بيندكت ألين، وصانع أفلام الحياة البرية جوردون بوكانان، والنحات حامل رتبة الإمبراطورية البريطانية أنتوني غورملي، ومصممة الأزياء كاثرين هامنت الحاصلة على رتبة الإمبراطورية البريطانية، وعارضة الأزياء والممثلة والناشطة ليلي كول. كان هارولد بنتر حامل وسام رفقاء الشرف والحاصل على رتبة الإمبراطورية البريطانية والحائز على جائزة نوبل في الآداب لعام 2005 أحد رعاة مؤسسة العدالة البيئية بين عامي 2003 و2008.

## حملة المحيط
محيطاتنا اليوم على حافة الانهيار التام بسبب الصيد الجائر والصيد غير القانوني، وبينما يتطلع المشغّلون لنهب المحيطات أكثر وأكثر، يلجأ الكثير منهم إلى عمّال السخرة -المدفوعين بالعنف- لخفض التكاليف.
تعمل مؤسسة العدالة البيئية على حماية المحيطات وإنهاء الصيد غير القانوني والقضاء على انتهاكات حقوق الإنسان التي يقودها هذا النشاط غير المشروع. تهدف المؤسسة من خلال القيام بذلك إلى حماية ملايين الأشخاص الذين يعتمدون على المحيط وحماية الحياة البرية البديعة والمتنوعة الذي يعد المحيط وطنًا لها.
بدأت المؤسسة عملها من خلال إجراء التحقيقات الرئيسية حول الصيد غير القانوني في غربي أفريقيا، وكان أولها تقرير قراصنة ومنتفعين الصادر علم 2005. يركز عمل مؤسسة العدالة البيئة في المحيط اليوم على سبعة مجالات رئيسية.

### إنهاء آفة الصيد غير المشروع حول العالم
أدت تحقيقات مؤسسة العدالة البيئية إلى اتخاذ إجراءات غير مسبوقة للتصدي للصيد غير القانوني. ضُمّنت تحقيقات المؤسسة حول السفن القادمة من دول بنما وتايلاند وغانا وكوريا الجنوبية وغيرها من الدول في نظام «التمشيط» الخاص بالاتحاد الأوروبي للعمل مع الحكومات للقضاء على الصيد غير القانوني في أساطيلها ومعاقبة من يمتنع عن اتخاذ أي إجراءات في هذا الصدد.
سلطت التقارير والتحقيقات الأخيرة لمؤسسة العدالة البيئية الضوء على قتل الدلافين في أسطول الصيد التايواني، وعلى انتهاكات حقق الإنسان على متن السفن المملوكة من قبل الصين في غانا، وعلى الروابط بين الصيد غير القانوني في غربي أفريقيا واستهلاك المأكولات البحرية في أوروبا، وأسفرت عن وضع سفن الصيد غير مشروع في جميع أنحاء العالم في قائمة السفن المحظورة.

### محاربة استعباد عمالة المأكولات البحرية
مع اقتراب مخزون الأسماك من نقطة الانهيار، وارتفاع الطلب العالمي عليه لأعلى مستوى له في التاريخ، تتجه السفن اليوم إلى أبعد من ذلك، وغالبًا ما تقوم بالصيد غير القانوني في أراضي دول أخرى، وتبقى لفترة أطول من المعتاد في البحر بهدف إعادة كميات صيد أكبر في كل مرة. أدت هذه الممارسات إلى ظهور موجة من العمال المهربين الذين أُجبروا على العمل بالسخرة لصالح طاقم السفن، وإلى خفض تكاليف الشركات العاملة بالمجال، وإمداد سوق المأكولات البحرية العالمية بمنتجات رخيصة.
دفعت تقارير وأفلام وتحقيقات المؤسسة الحكومات حول العالم إلى اتخاذ إجراءات وفرض تشريعات حقيقة لمعالجة العبودية الحديثة في البحار.

### حماية التنوع البيولوجي البحري
اليوم، العديد من النظم البيئية البحرية والساحلية على شفا الانهيار: فٌقد 90% من الأسماك الكبيرة في محيطات العالم منذ الخمسينات. تعمل مؤسسة العدالة البيئية على توثيق وفضح تقنيات الصيد المدمرة بيئيًا والتي تعرّض صحة المحيطات للخطر وعمليات الاتجار غير المشروع والصيد الجائر للأنواع البحرية بما في ذلك أسماك القرش والشفنينيات والسلاحف وغيرها من الممارسات التي تهدد صحة هذه الكائنات.